# Kazimierz Lewandowski (pisarz)
Kazimierz Lewandowski (ur. 31 maja 1869 w Zatorze, zm. 15 października 1938 we Lwowie) – polski poeta, pisarz, dramaturg.
Z zawodu był lekarzem. Obracał się w środowisku krakowskiej cyganerii artystycznej epoki Młodej Polski. Był autorem wspomnień z życia artystycznego Krakowa przełomu XIX i XX wieku pt. Przedwiośnie Młodej Polski (1935). Wydał tomiki poezji Szella (1893), Lais (1900), obszerny poemat w ośmiu księgach Korale Łady (1932). Pisał też nowele i dramaty. W latach 1932–1934 wydawał czasopismo „Kultura Lwowa”.